# Villafranca (Nawarra)
Villafranca – gmina w Hiszpanii, w Nawarze, o powierzchni 46,23 km². W 2011 roku gmina liczyła 2958 mieszkańców.